# Bistum Puno
Das Bistum Puno (lat.: Dioecesis Puniensis) ist ein im Süden Perus gelegenes römisch-katholisches Bistum mit Sitz in Puno. 

## Geschichte
Das Bistum Puno wurde am 7. Oktober 1861 aus Gebietsabtretungen des Bistums Cuzco errichtet. In seiner Geschichte gab das Bistum mehrmals Teile seines Territoriums zur Gründung neuer Bistümer ab. Das Bistum Puno ist dem Erzbistum Arequipa als Suffraganbistum unterstellt.  

## Bischöfe von Puno
- Marriano Chaco y Becerra, 17. Juni 1861 – 1864
- Juan María Ambrosio Huerta, 2. November 1864 – 1873, dann Bischof von Arequipa
- Pedro José Chávez, 25. Juli 1875 – 11. März 1879
- Juan Capistrano Estévanes OFM, 23. März 1880 – 1. Oktober 1880
- Ismaele Puirredon, 14. Februar 1889 – 28. August 1907
- Valentino Ampuero CM, 16. März 1909 – 1919
- Fedele Cosio y Medyna, 7. Januar 1923 – 14. Mai 1933
- Salvatore Herrera y Pinto OFM, 21. Dezember 1933 – 5. April 1948, danach  emeritierter Bischof und Titularbischof von Satala in Armenia
- Alberto Maria Dettmann y Aragón OP, 28. Juni 1948 – 6. Februar 1959, dann Bischof von Ica
- Julio González Ruiz SDB, 2. März 1959 – 1. Juli 1972
- Jesús Mateo Calderón Barrueto OP, 3. November 1972 – 14. Februar 1998
- Jorge Pedro Carrión Pavlich, seit 25. März 2000